# Francine Boucher
Francine Boucher (Quebec, Canadá) é uma cantora e compositora canadense, mais conhecida por seu trabalho na banda de gothic metal Echoes of Eternity como vocalista.

## Discografia
- The Forgotten Goddess - 2007
- As Shadows Burn - 2009